# Abdullah al-Mansouri
Faleh Abdullah al-Mansouri (Khoezistan, 1946) is een Nederlandse mensenrechtenactivist van Iraanse afkomst. In Iran behoorde hij tot een onderdrukte minderheidsgroep, de Arabische Ahwazi. 
In 1988 kwam hij als vluchteling uit naar Nederland, waar hij de Nederlandse nationaliteit kreeg. Sinds 1989 woont hij in Maastricht met zijn vrouw en 4 kinderen. Hij werd daar lid van de Amnesty International-groep en werd in 2001 onderscheiden als Lid in de Orde van Oranje Nassau. Vanaf 2006 zat hij gevangen in Iran. Na 8 jaar gevangenschap werd hij in augustus 2014 vrijgelaten.

## Activisme en veroordeling
Al-Mansouri was luitenant-kolonel van het Iraanse leger. Hij vluchtte in 1987 naar Irak omdat hij in Iran ter dood werd veroordeeld voor het helpen van Iraanse vluchtelingen naar Syrië. Al-Mansouri was tevens lid van de Ahwaz Liberation Organisation (ALO), een organisatie die onder meer door gewapende strijd streeft naar onafhankelijkheid van de provincie Khoezistan. Volgens Amnesty International zijn de Arabische Ahwazi waartoe Al-Mansouri behoort, een door de Iraanse autoriteiten onderdrukte bevolkingsgroep.
In 1990 zou ALO's Ahwaz Revolutionairy Council (ARC) zich als de rechtmatige regering van Khoezistan hebben geproclameerd met Al-Mansouri als president. Deze regering in ballingschap zou haar hoofdkwartier in Maastricht hebben

## Vlucht naar Nederland
Nadat hij in 1987 naar Irak was gevlucht, vluchtte hij in 1988 vandaaruit naar Nederland en vroeg in 1990 politiek asiel aan. Hij kreeg de Nederlandse nationaliteit en vestigde zich in Maastricht. Daar zette hij zich onder meer in voor Groen Links en Amnesty International. Vanaf 1990 werd hij weer actief in het Midden-Oosten. Voor zijn inzet werd hij in 2001 onderscheiden als lid in de Orde van Oranje Nassau.

## In Iraanse handen
Op 11 mei 2006 werd Al-Mansouri tijdens humanitaire activiteiten in Damascus in Syrië opgepakt en uitgeleverd aan Iran. Volgens de Syrische mensenrechtenorganisatie NOHRS was hij samen met twee Noren en een Zweed tijdens een verblijf in de Syrische hoofdstad Damascus gearresteerd en na vijf dagen uitgeleverd aan Iran wegens het reizen op een "illegaal" Iraans paspoort, zo verklaarde de Syrische overheid. In 2007 werd al-Mansouri voor een tweede keer ter dood veroordeeld in Iran. Dit keer vanwege betrokkenheid van een bomaanslag die in 2005 in Ahwaz werd gepleegd. Later werd die straf omgezet in 15 jaar cel.
In de Nederlandse media ontstond in oktober 2007 controverse rond de humanitaire activiteiten van Al-Mansouri, nadat het actualiteitenprogramma NOVA een video had getoond die was gedownload van de Ahwaz Revolutionairy Council website. In deze video was te zien hoe gemaskerde militanten een spijkerbom prepareerden en bomaanslagen pleegden. Amnesty Nederland verklaarde zich niet te willen verenigen met de doelen van de ARC.

## Opheldering gevraagd door Nederland en Amnesty International
Volgens een bericht in de Volkskrant van eind oktober 2007 waren er geruchten dat Al-Mansouri drie keer zonder advocaat voor de rechtbank was verschenen (de Volkskrant baseerde zich op verklaringen van zijn zoon Adnan). De advocaat in de zaak al-Mansouri was in Iran samen met zijn vrouw en dochter gevangengezet. Om onbekende redenen werd drie jaar celstraf tegen de advocaat geëist.
De zoon van Al-Mansouri, Adnan al-Mansouri, begon op 29 oktober 2007 een mediacampagne om nationale steun te werven voor zijn vader, over wie hij had vernomen dat hij in Iran opnieuw ter dood was veroordeeld wegens terroristische activiteiten en binnen 48 uur geëxecuteerd zou worden.
Minister van Buitenlandse Zaken Maxime Verhagen, die zich intensief met de zaak had beziggehouden zou enkele protesten hebben aangetekend: "Iran heeft Nederland herhaaldelijk voor de gek gehouden en beloftes gedaan die niet zijn nagekomen."
De ambassadeur van Iran weigerde in mei 2008 een gesprek met Amnesty en enkele Kamerleden over Abdoullah Al-Mansouri. De directeur van Amnesty International Eduard Nazarski liet weten zich geschoffeerd te voelen door de weigering.
Eind februari 2009 werd bekend dat Al-Mansouri veroordeeld was tot 30 jaar gevangenisstraf wegens betrokkenheid bij terroristische activiteiten.

## Protesten tegen zijn gevangenschap
In mei 2009 werd in zijn woonplaats Maastricht actie gevoerd door Amnesty, in aanwezigheid van Eduard Nazarski, en gesteund door de Maastrichtse burgemeester Gerd Leers. Er werd een oproep gedaan aan de Iraanse autoriteiten tot een eerlijk en openbaar proces voor Al-Mansouri en men hield een wake op de Servaasbrug.
Naar aanleiding van vijf jaar gevangenschap startte Amnesty International in mei 2011 de actie: Abdoullah Al-Mansouri: vijf jaar gevangenschap, onrecht en onzekerheid.

## Vrijlating en terugkeer naar Nederland
De zoon van Al-Mansouri, Adnan al-Mansouri, maakte begin september 2014 bekend dat zijn vader, na 8 jaar in de Iraanse gevangenis te hebben gezeten, op 20 augustus 2014 teruggekeerd was in Nederland.